# (1909) Alekhin
Alekhin és l'asteroide número 1909. Va ser descobert per l'astrònoma Lyudmila Zhuravlyova des de l'observatori de Nauchnyj, el 4 de setembre de 1972. La seva designació provisional era 1972 RW2.